# Wohnanlage Röttelnblick
Die Wohnanlage Röttelnblick ist ein 1987 fertiggestelltes Ensemble an Wohnhäusern in der Lörracher Trabantensiedlung Salzert. Das von den Architekten Thomas Heiß und Günter Pfeifer entworfene Objekt erhielt 1988 den Hugo-Häring-Preis. Die Wohnanlage umfasst gesamthaft 78 Wohnungen. Bauherr der Anlage war ein Versicherungsunternehmen, Auftraggeber war die städtische Gesellschaft Wohnbau Lörrach.

## Beschreibung
Die Wohnanlage Röttelnblick ist ein Ensemble aus acht unterschiedlich großen Wohnhäusern, die fächerartig zwischen den beiden Straßen Röttelnblick und Arend-Braye-Straße in Hanglage errichtet wurden. Das Gefälle in diesem trapezförmigen, gut 8600 Quadratmetern Fläche messenden Grundstücks weist etwa vier Wohngeschosshöhen auf. Aufgrund dieser Voraussetzungen und um die Belichtung und Besonnung optimal zu nutzen, sind die Wohnhäuser in Ost-West-Richtung orientiert. In nordwestlicher Richtung befindet sich in knapp 2,5 Kilometer Luftlinie die Burg Rötteln. Dieser Umstand war namensbildend für die Wohnanlage. Die acht Gebäude sind in drei Reihen geradlinig entlang des Hangs gruppiert und passen sich optisch dem Hang an. Die einzelnen Häuser sind maximal dreigeschossig und weisen unterschiedliche Baukörper auf. Im Erdgeschoss weisen die Wohnungen eine Loggia auf, im zweiten Obergeschoss einen Wintergarten. Zwischen den drei Häuserreihen gibt es eine innere Durchwegung, die mittels Treppen erschlossen ist und die Anlage von beiden Straßen her begehbar macht. An der unteren Südseite befindet sich für die Bewohner eine im Hang eingelassene halboffene PKW-Einstellhalle. Zusätzlich gibt es Stellplätze.